# فاوست
فاوست أو فاوستوس (باللاتينية:Faustus) هو الشخصية الرئيسية في الحكاية الألمانية الشعبية عن الخيميائي الألماني الدكتور يوهان جورج فاوست الذي يحقق نجاحاً كبيراً ولكنه غير راضٍ عن حياته فيُبرم عقداً مع الشيطان يسلم إليه روحه في مقابل الحصول على المعرفة المطلقة وكافة الملذات الدنيوية . وأصبحت هذه القصة أساساً لأعمال أدبية مختلفة لكتاب مختلفين حول العالم لعل أشهر هذه الأعمال هي مسرحية فاوست لغوته وعمل كريستوفر مارلو، كلاوس مان، توماس مان، كلايف باركر، تشارلز غونود، هيكتور بيرليوز، أريغو بويتو، أوسكار وايلد، تيري براتشيت، ميخائيل بولغاكوف، فرناندو بيسوا ومن العرب علي أحمد باكثير في فاوست الجديد.

## الحبكة العامة
تدور قصة فاوست في شكلها الأساسي حول سعيه إلى اكتشاف الجوهر الحقيقي للحياة، ما يقوده إلى استدعاء الشيطان ويمثله مفستوفيليس ليبرم معه عقداً يقضي بأن يقوم بخدمته طوال حياته ليستولي على روحه بعد مماته، لكن الاستيلاء على روح فاوست مشروط ببلوغه قمة السعادة

## فاوست غوته

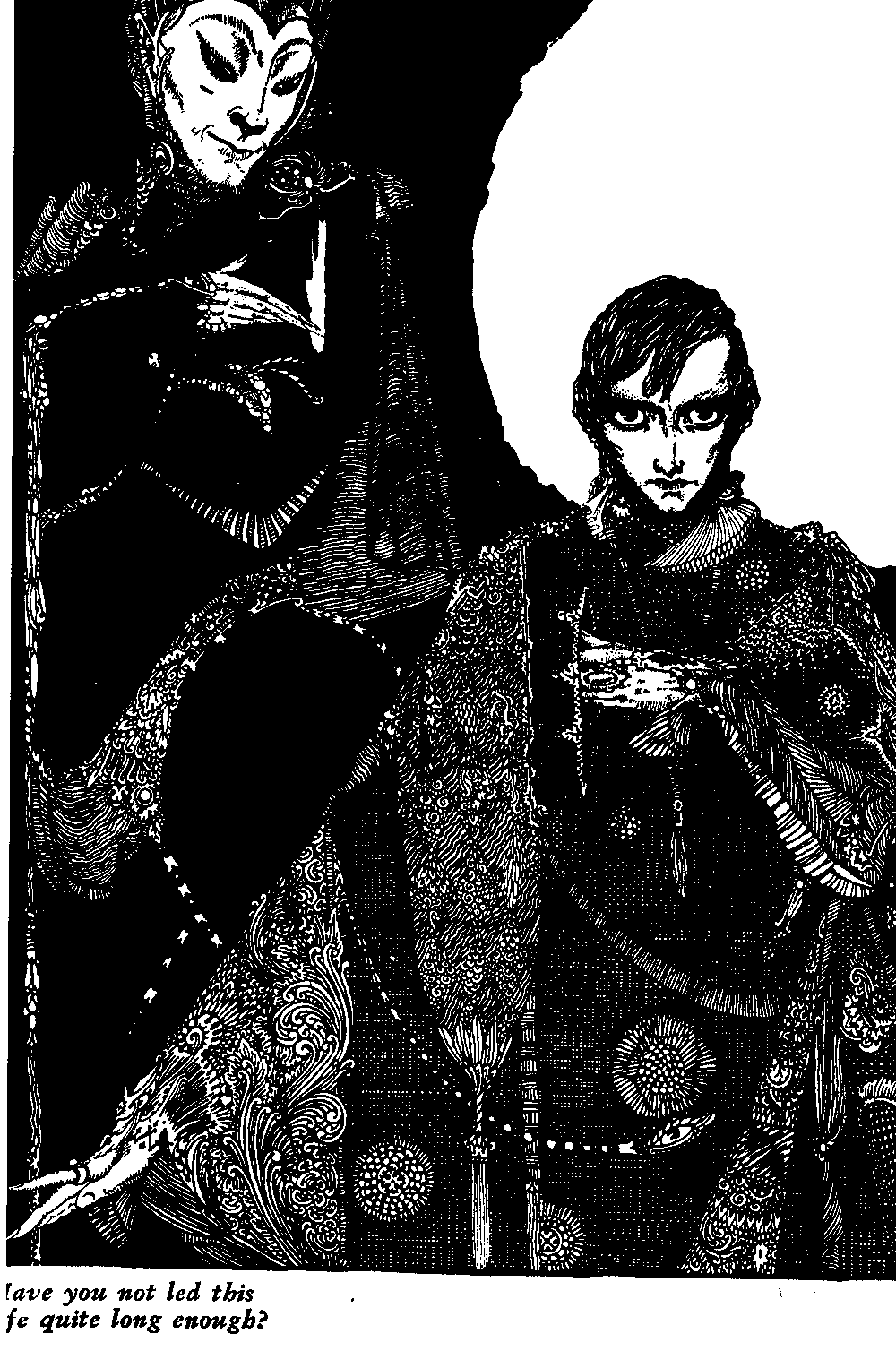

تعدّ مسرحية فاوست ليوهان غوته العمل الأبرز بتقدير معظم النقاد الأدبيين والأكثر كمالا المستوحى من قصة فاوست الساحر الألماني في القصة الشعبية. ولعل هذا العمل هو أحد أهم أسباب شهرة وانتشار هذا العمل حتى أنها تعدّ من قبل البعض العمل الأبرز في الأدب الألماني. تتألف مسرحية فاوست لغوته من جزئين كتبهما غوته في 4612 سطرا. لكن الجزئين لم يكتبا بشكل متعقب فبين ظهور الجزء الأول الذي انهاه غوته في عام 1806 والجزء الثاني الذي أنهاه عام 1832 عام وفاته نفسه : فارق 26 عاما اختلفت بها النواحي التي كان يركز فيها غوته ففي حين كان الجزء الأول يركز على روح دكتور فاوست التي باعها للشيطان مفستوفيليس، نجده في الجزء الثاني ينحو نحو معالجة الظاهرة الاجتماعية وأمور السياسة والاجتماع. لذلك يعدّ الجزء الثاني من اعقد الأعمال الأدبية المكتوبة بالألمانية وربما أحد أهم الأعمال التي يختلط بها الأدب بالفلسفة.